# Joan Baez in Concert, Part 2
Pour les articles homonymes, voir Baez.
Albums de Joan Baez
Joan Baez in Concert
(1962) Joan Baez in San Francisco
(1964)
Joan Baez in Concert, Part 2 est le second album en concert de la chanteuse américaine Joan Baez datant de 1963. Premier album de Joan Baez à contenir des chansons de Bob Dylan, il lancera la carrière des deux artistes.

## Historique
L'album a été enregistré durant sa tournée pour la défense des Droits civiques pour les Noirs américains aux États-Unis. L'enregistrement de la chanson We Shall Overcome a été fait au Miles College de Birmingham dans l'Alabama le même jour que l'arrestation massive de manifestants en mai 1963.
Il s'agit du premier album de musique où figure le nom de Bob Dylan : celui-ci a collaboré pour deux titres avec la chanteuse. Ces titres, Don't Think Twice It's Alright et With God on Our Side ont permis de lancer la carrière de Dylan et marquent le début d'une fructueuse collaboration entre les deux artistes.

## Liste des titres
| No  | Titre                                                          | Auteur                                           | Durée |
| --- | -------------------------------------------------------------- | ------------------------------------------------ | ----- |
| 1.  | Once I Had a Sweetheart (traditionnel)                         |                                                  | 3:11  |
| 2.  | Jackaroe (traditionnel)                                        |                                                  | 3:05  |
| 3.  | Don't Think Twice It's Alright                                 | Bob Dylan                                        | 3:10  |
| 4.  | We Shall Overcome                                              | G. Carawan, Lee Hamilton, Z. Horton, Pete Seeger | 3:30  |
| 5.  | Portland Town                                                  | D. Adams                                         | 2:48  |
| 6.  | Queen of Hearts (traditionnel)                                 |                                                  | 2:30  |
| 7.  | Manhã de Carnaval                                              | Luiz Bonfá                                       | 2:50  |
| 8.  | Te Ador (traditionnel)                                         |                                                  | 2:50  |
| 9.  | Long Black Veil                                                | Marijon Wilkin/Danny Dill                        | 3:04  |
| 10. | Railroad Bill (traditionnel, sur les disques mono seulement)   |                                                  |       |
| 11. | Rambler Gambler (traditionnel, sur les disques mono seulement) |                                                  |       |
| 12. | Fennario (traditionnel)                                        |                                                  | 4:00  |
| 13. | Nu Bello Cardillo (traditionnel)                               |                                                  | 2:56  |
| 14. | With God on Our Side (sur les disques stéréo seulement)        | Bob Dylan                                        | 6:14  |
| 15. | Three Fishers                                                  | Hullah, Kingsley                                 | 2:44  |
| 16. | Hush Little Baby (traditionnel)                                |                                                  | 1:24  |
| 17. | Battle Hymn of the Republic                                    | J. W. Howe                                       | 3:23  |

Dans la réédition chez Vanguard Records en 2002, cinq titres sont ajoutés : 
| No | Titre                                                         | Auteur    | Durée |
| -- | ------------------------------------------------------------- | --------- | ----- |
| 1. | Rambler Gambler (traditionnel)                                |           | 2:04  |
| 2. | Railroad Bill (traditionnel)                                  |           | 2:07  |
| 3. | Death of Emmett Till                                          | Bilbrew   | 3:53  |
| 4. | Tomorrow Is a Long Time                                       | Bob Dylan | 3:14  |
| 5. | When First unto This Country a Stranger I Came (traditionnel) |           | 2:45  |

## Utilisation artistique
En 2002, la chorégraphe belge de danse contemporaine, Anne Teresa De Keersmaeker crée un important solo intitulé Once entièrement structuré autour de cet album qui est intégralement joué lors du spectacle.